# Jack Haley Jr.
John Joseph Haley III (Los Angeles, 25 d'octubre de 1933 - 21 d'abril de 2001) va ser un director de cinema, productor i escriptor estatunidenc i receptor dos cops del Premi Emmy. Va ser més conegut com a director de la pel·lícula de compilació de 1974 Això és l'espectacle i com a segon marit de Liza Minnelli, filla de Judy Garland, que havia protagonitzat amb el seu pare El màgic d'Oz .

## Biografia
Fill de l'actor còmic Jack Haley i de la seva dona Florence. Com a productor, Haley va ser responsable de recopilacions i documentals sobre història del cinema, inclosos Hollywood and the Stars (1963-1964), Això és l'espectacle (1974), That's Dancing! (1985) i The Wonderful Wizard of Oz: 50 Years of Magic, narrat per Angela Lansbury. Entre els altres crèdits de Haley hi ha productor i productor executiu de les cerimònies d'entrega dels Premis Oscar. Va dirigir les pel·lícules Norwood (1970) i La màquina de l'amor (1971). Amb David Wolper, Haley va produir va produir el programa sindicat Biography del 1961 al 1962.
Haley va desenvolupar una insuficiència respiratòria i va morir el 21 d'abril de 2001 a Santa Monica (Califòrnia). És enterrat al Cementiri Holy Cross de Culver City.

## Premis i honors
Premis Peabody
| Any  | Guardó         | Obra nominada                                 | Resultat  |
| ---- | -------------- | --------------------------------------------- | --------- |
| 1966 | Premis Peabody | The Hidden World: National Geographic Special | Guanyador |
| 1962 | Premis Peabody | Biography                                     | Guanyador |

Premis Primetime Emmy
| Any  | Guardó                | Categoria                                                            | Obra nominada                                                             | Resultat  |
| ---- | --------------------- | -------------------------------------------------------------------- | ------------------------------------------------------------------------- | --------- |
| 1990 | Premis Primetime Emmy | Excel·lent direcció en programació informativa                       | The Wonderful Wizard of Oz: 50 Years of Magic                             | Nominat   |
| 1987 | Premis Primetime Emmy | Excel·lent informatiu especial                                       | Minnelli on Minnelli: Liza Remembers Vincente                             | Nominat   |
| 1985 | Premis Primetime Emmy | Excel·lent programa infantil                                         | The Night They Saved Christmas                                            | Nominat   |
| 1982 | Premis Primetime Emmy | Outstanding Informational Special                                    | Hollywood: The Gift of Laughter                                           | Nominat   |
| 1979 | Premis Primetime Emmy | Programa amb assoliment destacat – Esdeveniments especials           | 51st Academy Awards                                                       | Guanyador |
| 1977 | Premis Primetime Emmy | Classificació especial d'un progrma d'èxit destacat                  | Life Goes to the Movies                                                   | Nominat   |
| 1975 | Premis Primetime Emmy | Classificació especial del programa destacat i assoliment individual | ABC's Wide World of Entertainment "That's Entertainment: 50 Years of MGM" | Nominat   |
| 1968 | Premis Primetime Emmy | Èxit destacat en la direcció musical en varietats o música           | Movin' with Nancy                                                         | Guanyador |

Directors Guild of America
| Any  | Premi     | Categoria                                      | Obra nominada                                  | Resultat |
| ---- | --------- | ---------------------------------------------- | ---------------------------------------------- | -------- |
| 1978 | DGA Award | Assoliment directorial destacat en documentals | Life Goes to War: Hollywood and the Home Front | Nominat  |
| 1968 | DGA Award | Assoliment directorial destacat en televisió   | Movin' with Nancy                              | Nominat  |

NAACP Image Awards
| Any  | Premi              | Categoria         | Obra nominada                  | Resultat  |
| ---- | ------------------ | ----------------- | ------------------------------ | --------- |
| 1980 | NAACP Image Awards | Millor documental | That's Hollywood!: Black Magic | Guanyador |

Western Heritage Awards
| Any  | Premi           | Categoria                     | Obra nominada                                           | Resultat  |
| ---- | --------------- | ----------------------------- | ------------------------------------------------------- | --------- |
| 1965 | Bronze Wrangler | Programa de televisió factual | Hollywood and the Stars: Episodi "They Went That-a-Way" | Guanyador |

Western Writers of America
| Any  | Premi      | Categoria              | Obra nominada                      | Resultat  |
| ---- | ---------- | ---------------------- | ---------------------------------- | --------- |
| 1995 | Spur Award | Millor guió documental | 100 Years of the Hollywood Western | Guanyador |

## Festivals internacionals
Festival de la Televisió de Monte-Carlo
| Any  | Premi      | Categoria                            | Obra nominada                                 | Resultat  |
| ---- | ---------- | ------------------------------------ | --------------------------------------------- | --------- |
| 1967 | Grand Prix | Millor programa de televisió mundial | The Hidden World: National Geographic Special | Guanyador |

Festival de Venècia
| Any  | Premi                                                       | Categoria         | Obra nominada                                          | Resultat  |
| ---- | ----------------------------------------------------------- | ----------------- | ------------------------------------------------------ | --------- |
| 1967 | 28a Mostra Internacional de Cinema de Venècia Lleó de Plata | Millor Documental | The Hidden World: National Geographic Special          | Guanyador |
| 1965 | 26a Mostra Internacional de Cinema de Venècia Lleó d'Or     | Millor documental | Hollywood and the Stars "In Search of Kim Novak"       | Guanyador |
| 1964 | 25a Mostra Internacional de Cinema de Venècia Lleó d'Or     | Millor documental | Hollywood and the Stars "How to Succeed as a Gangster" | Guanyador |